# Eläintarhanajot 1935
Eläintarhanajot 1935 je bila neprvenstvena dirka za Veliko nagrado v sezoni 1935. Odvijala se je 12. maja 1935 na dirkališču Eläintarharata. 

## Poročilo

### Dirka
Karl Ebb je povedel naštartu, sledil mu je Henken Widengren. Že v prvem krogu je s steze zletel Gunnar Andersson in si poškodoval stegno, Eugen Bjørnstad pa je moral na postanek v bokse po nove svečke. Tudi Emil Elo je imel težave z dirkalnikom, a je nadaljeval. Widengren je izgubil drugo mesto proti Karlu-Gustavu Sundstedtu zaradi težav z motorjem, toda kmalu so se nehale in je želel nazaj prehiteti Sundstedta, toda ta ga je ostro zapiral, tako da je izgobil pol minute proti vodilnem Ebbu, ko mu ga je le uspelo prehiteti. V petnajstem krogu pa je Widengren odstopil zaradi okvare motorja in Ebb je imel prosto pot do zmage, saj je imel v petnajstem krogu že minuto prednosti pred Sundstedtom. Bjørnstad se je ustavil na stezi in izgubil veliko časa, ko je zaganjal motor dirkalnika z ročko. Alexi Patama je bil diskvalificiran zaradi nevarne vožnje. Prva tri mesta so tako osvojil Ebb, Sundstedt in Johan Ramsay.

## Rezultati

### Dirka
| Poz | Št | Dirkač                | Moštvo    | Dirkalnik         | Krogi | Čas/Odstop     | Št. m. |
| --- | -- | --------------------- | --------- | ----------------- | ----- | -------------- | ------ |
| 1   | 4  | Karl Ebb              | Privatnik | Mercedes-Benz SSK | 50    | 59:34,2        | 4      |
| 2   | 3  | Karl-Gustav Sundstedt | Privatnik | Bugatti T35B      | 50    | + 2:56,8       | 2      |
| 3   | 7  | Johan Ramsay          | Privatnik | Chrysler Special  | 50    | + 3:13,8       | 5      |
| 4   | 6  | Ivar Lindh            | Privatnik | Bugatti T37A      | 50    | + 3:50,2       | 7      |
| 5   | 2  | Helmer Carlsson       | Privatnik | Amilcar C6        | 50    | + 4:06,0       | 11     |
| 6   | 10 | Asser Wallenius       | Privatnik | Ford V8           | 50    | + 5:32,0       | 13     |
| 7   | 1  | Emil Elo              | Privatnik | Bugatti T35B      | 50    | + 8:04,4       | 8      |
| 8   | 11 | Arvo Sorri            | Privatnik | Chrysler Special  | 50    | + 8:46,2       | 14     |
| 9   | 5  | Eugen Bjørnstad       | Privatnik | Alfa Romeo Monza  | 50    | + 11:01,8      | 1      |
| 10  | 8  | Gunnar Thorsell       | Privatnik | Chevrolet         | 50    | + 11:46,8      | 12     |
| Ods | 15 | Henken Widengren      | Privatnik | Alfa Romeo Monza  | 14    | Motor          | 3      |
| Ods | 12 | Gunnar Andersson      | Privatnik | Ford V8           | 1     | Trčenje        | 10     |
| DSQ | 13 | Alexi Patama          | Privatnik | Ford V8           | 10    | Nevarna vožnja | 6      |